# Simojovel de Allende
Simojovel de Allende är en ort i Mexiko.   Den ligger i kommunen Simojovel och delstaten Chiapas, i den sydöstra delen av landet, 700 km öster om huvudstaden Mexico City. Simojovel de Allende ligger 683 meter över havet och antalet invånare är 10 762.
Terrängen runt Simojovel de Allende är kuperad åt nordost, men åt sydväst är den bergig. Runt Simojovel de Allende är det ganska glesbefolkat, med 45 invånare per kvadratkilometer. Simojovel de Allende är det största samhället i trakten. I omgivningarna runt Simojovel de Allende växer huvudsakligen savannskog.